# August Zillmer
August Zillmer (Trzebiatów, 23 de janeiro de 1831 – Berlim, 22 de fevereiro de 1893) foi um matemático atuarial alemão.

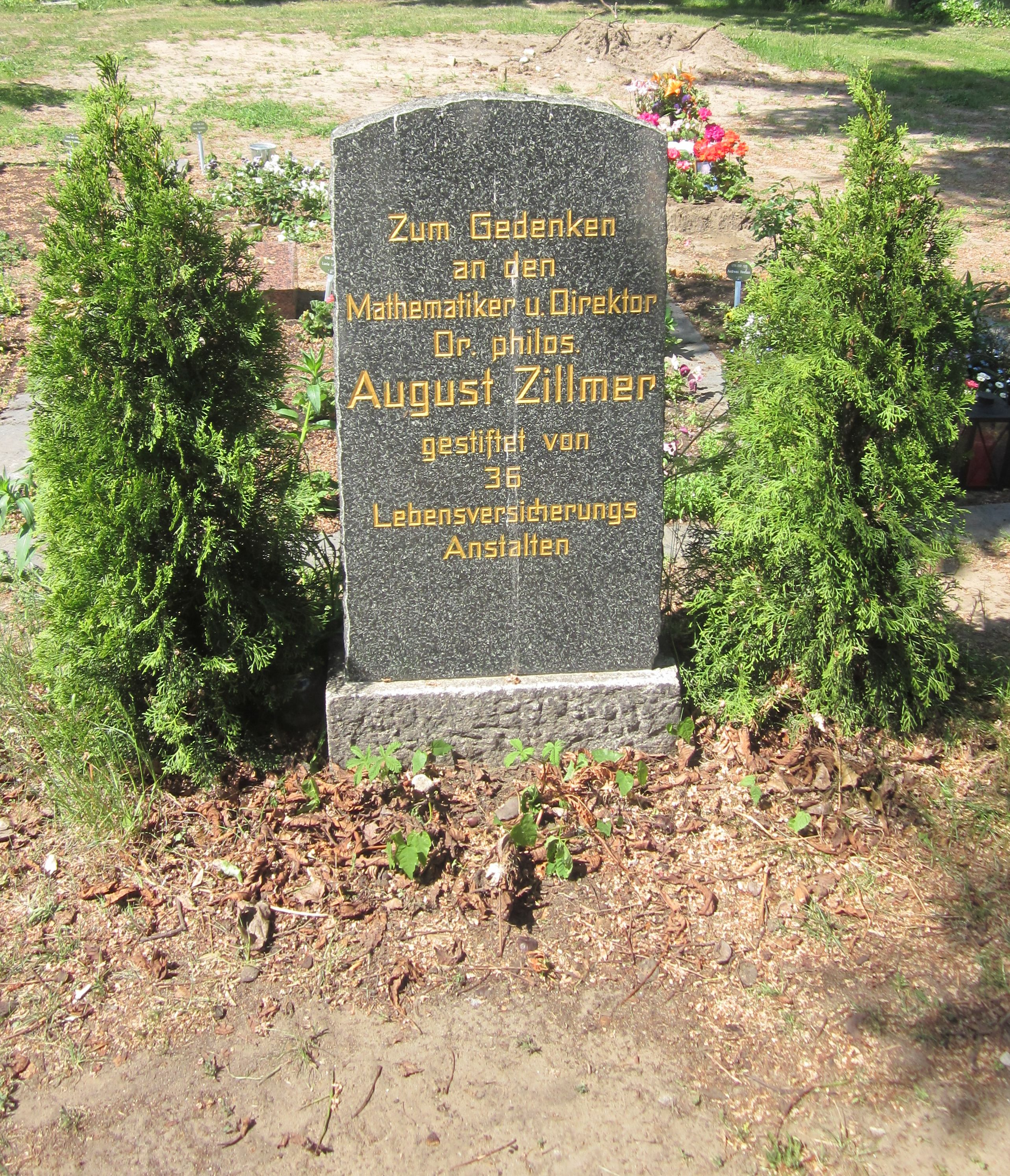
Sepultura de August Zillmer

Está sepultado no Friedhöfe vor dem Halleschen Tor.

## Obras
- Die mathematischen Rechnungen bei Lebens- und Renten-Versicherungen. Berlin 1861.
- Beitrage zur Theorie der Prämien-Reserve bei Lebens-Versicherungs-Anstalten. Stettin 1863. (Nachdruck in Blätter der DGVM, Band VIII, 1976, S. 278–311)
- Über die Geburtenziffer, die Sterbeziffer, das durchschnittliche Sterbealter und den Zusammenhang dieser Zahlen mit der mittleren Lebensdauer. In: Rundschau der Versicherungen von Masius, 13. Jahrgang 1863, S. 71–78 und S. 112–118.
- Betrachtungen über die einfache Zinsrechnung, mit besonderer Rücksicht auf den Oettingerschen Beweis. Stettin 1864.
- Deutsche Sterblichkeitstafeln aus den Erfahrungen von dreiundzwanzig Lebensversicherungsgesellschaften. Berlin 1883.